# Smøla
Smøla er en økommune i Nordmøre i Møre og Romsdal fylke i Norge.
Smøla er den kommune, som er længst mod nord i Møre og Romsdal, og ligger 30 km nord for Kristiansund. Over Ramsøyfjorden i øst ligger øen og kommunen Hitra og over Edøyfjorden i syd Aure.
Kommunen består af en stor ø (fast-Smøla) og mere end 5.000 mindre øer, holme og skær, hvilket gør, at kommunen har 1/3 af fylkets totale kystlinje. Flere øer var tidligere beboet, men bliver nu kun brugt som fritidsejendomme. Kendte ferieøer er Brattværet, Hallarøya og Ringsøya.
Helt syd i kommunen ligger Edøya, som er knudepunkt for Kystekspressen og færgeforbindelse til fastlandet. Længst nord i kommunen ligger det kendte fiskerleje Veiholmen. Højeste punkt på hovedøen Smøla er Nelvikberget med 63 meter over havet. Landskabet er ellers relativt fladt og kan betegnes som prærieagtigt.
Kommunecentret er i Hopen, hvor der findes rådhus, bibliotek, politi og et indkøbscenter.

## Trafik
Kommunen har ikke fastlandsforbindelse, men broer, som forbinder Kuli og Edøy til Smøla, blev indviet i 1989. Kommunens færgeleje blev da flyttet til Edøya, hvor der er anløbssted for bilfærgen fra Aukan på Stabblandet i Tustna. Der er også daglig færgeforbindelse til Forsnes på Hitra. Edøya anløbes desuden af Kystekspressen, som går i rute mellem Kristiansund og Trondheim flere gange daglig.
Fra Kristiansund tager det halvanden time med bil. Kystekspressen bruger 35 minutter fra Kristiansund. Fra Trondheim til Smøla tager turen omkring 2,5 time.

## Erhvervsliv
En stor del af arealet er lyng- og moselandskab, men en del af dette er blevet ryddet til landbrug de senere år, særlig til gulerodsproduktion. Ca 5% af arealet er i dag landbrugsareal, og dette erhverv står for 12% af beskæftigelsen. Fiskeri, fiskeopdræt, fiskeforædling og relaterede virksomheder udgør ca. 40 % af den samlede beskæftigelse. Tidligere var der også stor mekanisk produktion på «Tallmek».
På vestsiden af øen har Statkraft anlagt Smøla vindmøllepark.  Da andet byggetrin blev fuldført i september 2005 var dette Europas største vindmøllepark. De totalt 68 turbiner har en planlagt årsproduktion på 450 GWh, som svarer til normalt forbrug for 20.000 husstande. Vindmøllerne er op til 70 meter høje og har et vingefang på op til 80 meter. På Smøla holder en af verdens største havørnbestande til. Pr 2019 er der fundet mere end 500 fugle, som er døde efter sammenstød med vindmøller på øen. 96 av dem var havørne, mens 200 var ryper.

## Turisme
Hovedsæson for turister er juni-august, men perioden bliver stadig udvidet. I dag drives flere turistcentre på helårsbasis. Smøla Havfiskecenter er en af de største aktører på markedet. Flere mindre aktører udlejer både.
Jagtsæson på rype er udvidet på grund af den rige bestand. Veiholmen er det største fiskerleje syd for Lofoten. Det historiske spil Fru Guri af Edøy sættes op på Edøy hver sommer. Her står også en kopi af Kulistenen, også kaldt "Norges dåbsattest". Den var kendt som runesten fra 1810. I 1956 tolkede runolog Aslak Liestøl indskriften sådan:
Þórir ok Hallvarðr reistu stein þinsi ept (Ulfljót) …
Tolf vetr hafði kristendómr verit i Nóregi …
Oversat
Tore og Halvard rejste denne sten efter Ulvljot
Tolv vintre havde kristendommen været i Norge
I 1990'erne blev den undersøgt med laserscanner, og tydningen verit (= været) blev ændret til um rétt (= sørge for lov og ret). Navnet Ulvljot blev droppet, da det var meget utydeligt skrevet.
Þórir ok Hallvarðr reistu stein þansi ept*****
Twelf vintr hafði kristendómr um rétt i Nóregi
Oversat:
Tore og Halvard rejste denne sten efter *****
Tolv vintre havde kristendommen sørget for lov og ret i Norge.
Der er tale om kristen propaganda, og sproget er noget præget af angelsaksisk, så teksten kan skrive sig fra en tosproglig missionær. 
Brattvær har sit eget sportsdykkercenter.